# Попівська сільська рада (Липовецький район)
| Попівська сільська рада — орган місцевого самоврядування у Липовецькому районі Вінницької області з адміністративним центром у c. Попівка. Сільській раді підпорядковані населені пункти: - c. Попівка - с. Вернянка |

## Склад ради
Рада складається з 12 депутатів та голови.

## Керівний склад сільської ради
| ПІБ                        | Основні відомості                                                         | Дата обрання | Дата звільнення |
| -------------------------- | ------------------------------------------------------------------------- | ------------ | --------------- |
| Слободянюк Лідія Василівна | Сільський голова, 1958 року народження, освіта, позапартійна              | 26.03.2006   | 31.10.2010      |
| Слободянюк Лідія Василівна | Сільський голова, 1958 року народження, освіта вища, член Партії регіонів | 31.10.2010   |                 |

Примітка: таблиця складена за даними джерела